# 迈阿密市中心
迈阿密市中心（英語：Downtown Miami）位于美国佛罗里达州东南部，是迈阿密都会区的核心区域，也是该市的城市中心。迈阿密都会区作为全美第九大、全球第三十四大都市区，都会区总人口约615.8万，而迈阿密市中心则是这一庞大都市网络的经济、文化和商业枢纽。根据迈阿密市中心发展局（Miami Downtown Development Authority）的定义，迈阿密市中心总面积约为3.8平方英里（9.8平方公里），西至95号州际公路，东至比斯坎湾，北起朱莉娅·塔特尔堤道（Julia Tuttle Causeway），南抵里肯巴克堤道（Rickenbacker Causeway）。
迈阿密市中心由多个区域组成，包括中央商务区（Central Business District）、布里克尔金融区（Brickell）、历史街区（Historic District）、政府中心（Government Center）、艺术与娱乐区（Arts & Entertainment District）以及公园西区（Park West）。迈阿密河将市中心分为南北两部分，其北接埃奇沃特（Edgewater）和温伍德（Wynwood），东临比斯坎湾（Biscayne Bay），西靠医疗区（Health District）和上城（Overtown），南邻椰林（Coconut Grove）。布里克尔大道（Brickell Avenue）和比斯坎大道（Biscayne Boulevard）是主要的南北向干道，而弗拉格勒大街（Flagler Street）则是重要的东西向道路。
作为迈阿密大都会区的文化、金融和商业中心，迈阿密市中心的发展可追溯至19世纪。如今，该区域已成为美国高楼密度第三高的地区，仅次于纽约和芝加哥。这里汇聚了众多博物馆、公园、教育机构、银行、企业总部、法院、政府机构、剧院、商场等建筑。截至2018年，市中心人口为92,235人，自2010年以来增长了38%以上。这一增长主要得益于近年来大规模的房地产开发，市中心的住宅单位供应量大幅增加。其中，约65%的居民集中在核心城区，布里克尔占45%，中央商务区占15%，艺术与娱乐区占6%。迈阿密市中心不仅是迈阿密的商业核心，也是重要的文化地标聚集地。迈阿密佩雷斯艺术博物馆、菲利普和帕特里夏·弗罗斯特科学博物馆和阿德里安·阿什特表演艺术中心等文化设施均坐落于此。